# Thesium translucens
Thesium translucens är en sandelträdsväxtart som beskrevs av Arthur William Hill. Thesium translucens ingår i släktet spindelörter, och familjen sandelträdsväxter. Inga underarter finns listade i Catalogue of Life.